# Johann Zahn
Johann Zahn (também Joanne Zahn; Karlstadt am Main, 29 de março de 1641 — 27 de junho de 1707) foi um Premonstratense e matemático alemão.

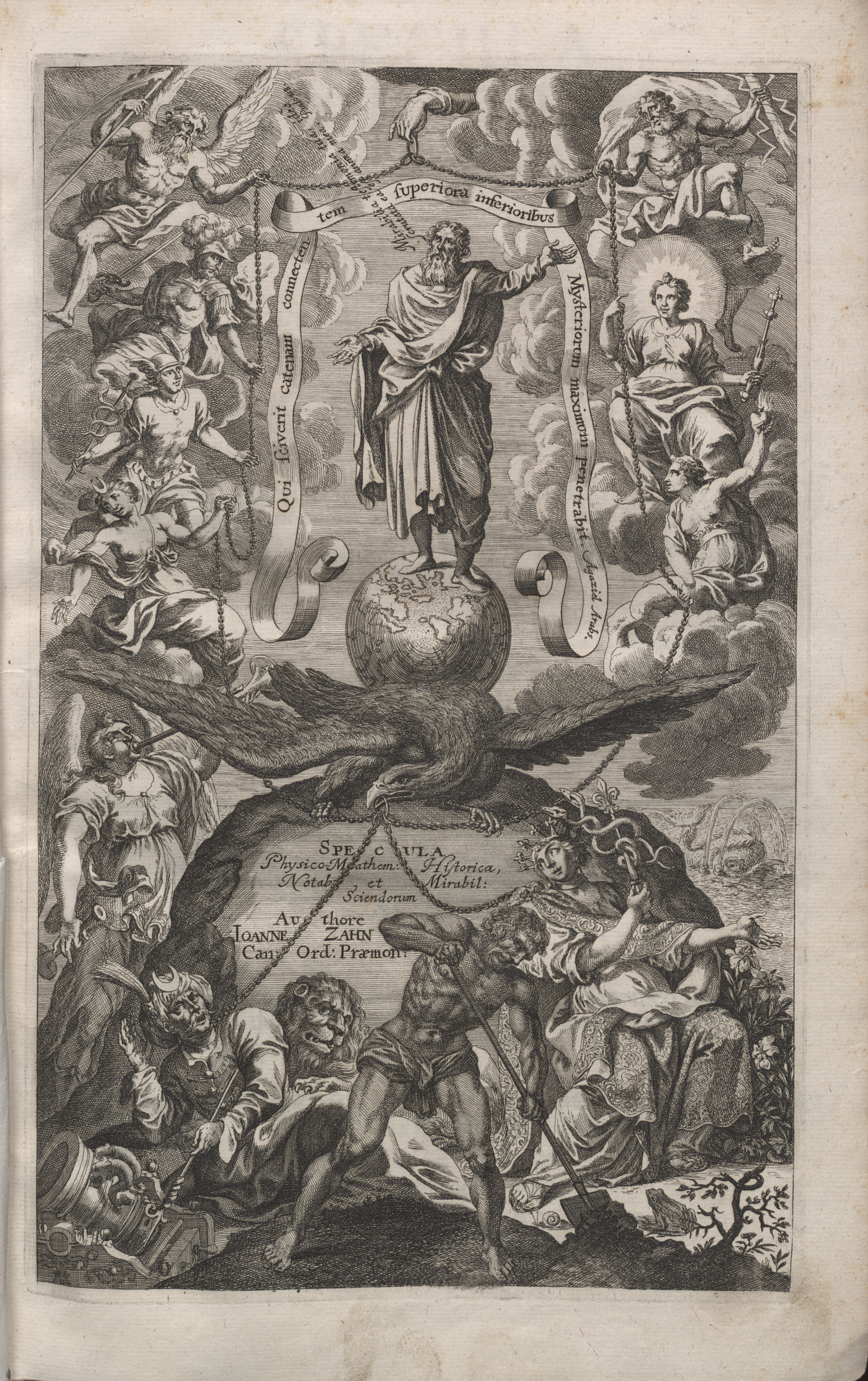
Specula physico-mathematico-historica, 1696

## Obras

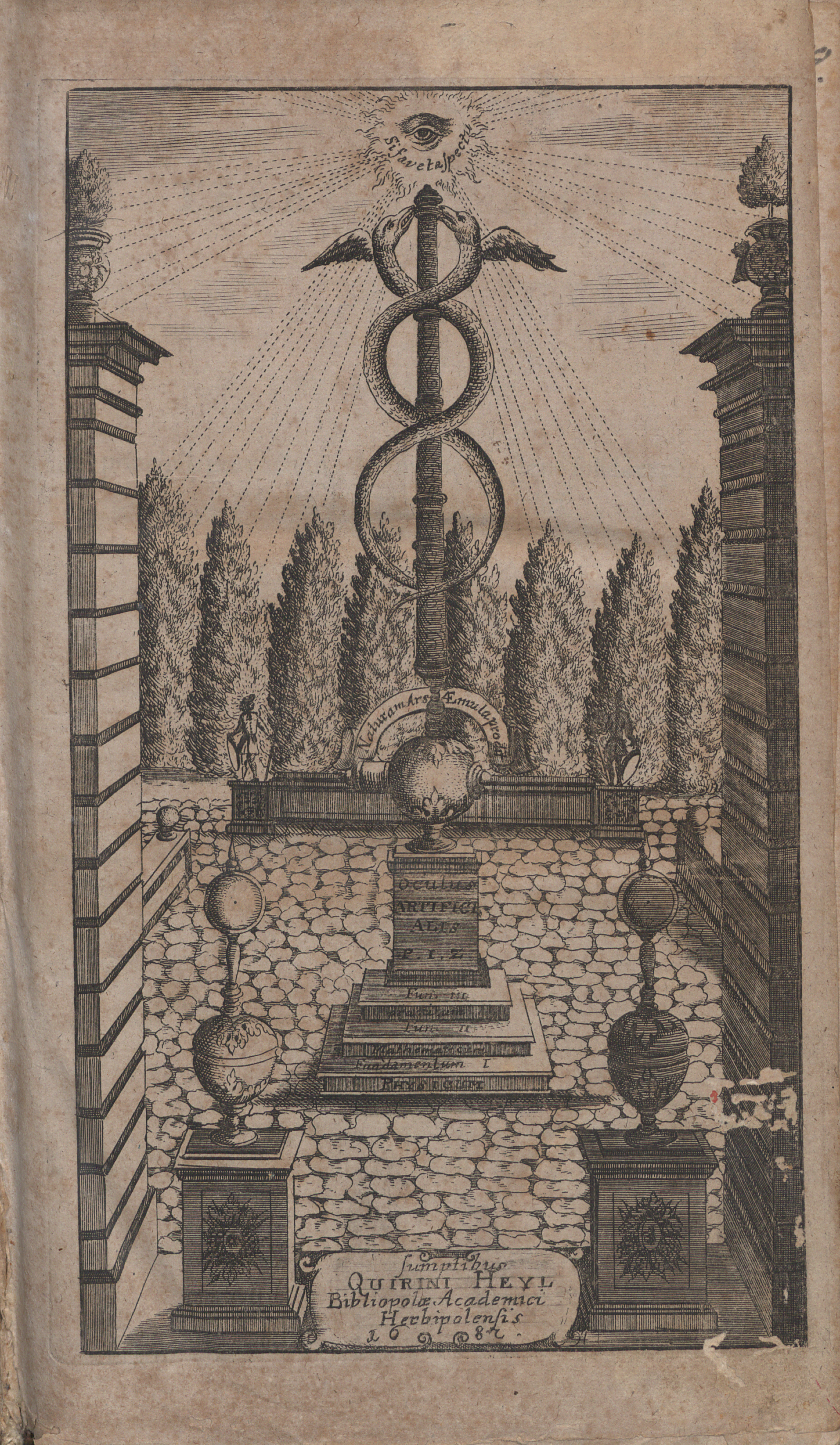
Oculus artificialis teledioptricus, 1685

- Oculus artificialis teledioptricus sive Telescopium. 1. Wurtzbourg: Quirinus Heyl. 1685
- Oculus artificialis teledioptricus sive Telescopium. 2. Wurtzbourg: Quirinus Heyl, Johann Georg Drullmann. 1686
- Oculus artificialis teledioptricus sive Telescopium. 3. Herbi Poli: Quirinus Heyl. 1686
- Specula physico-mathematico-historica notabilium ac mirabilium sciendorum. 1. Nürnberg: Johann Christoph Lochner, Andreas Knorz. 1696
- Specula physico-mathematico-historica notabilium ac mirabilium sciendorum. 2. Nürnberg: Johann Christoph Lochner, Andreas Knorz. 1696
- Specula physico-mathematico-historica notabilium ac mirabilium sciendorum. 3. Nürnberg: Johann Christoph Lochner, Andreas Knorz. 1696

### Ilustrações
Figuras em Specula physico – mathematico - historica notabilium:

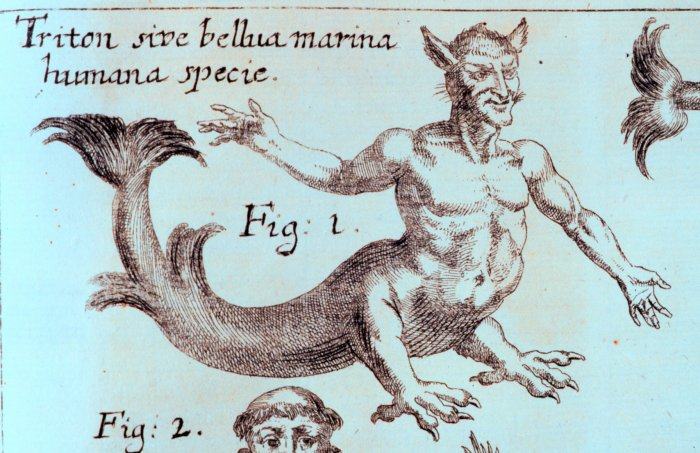
Monstro marinho
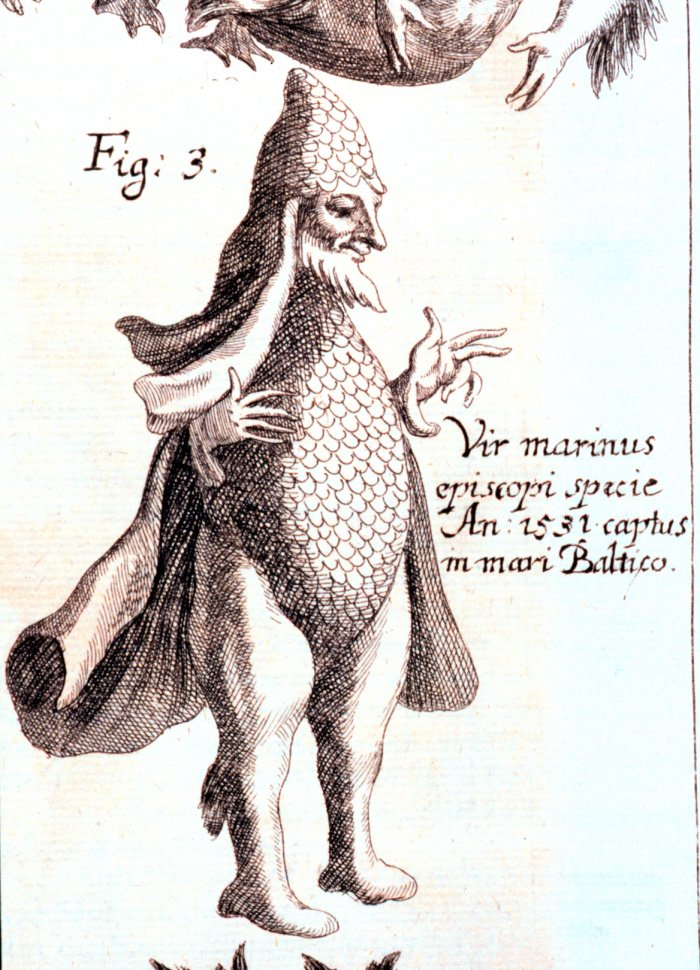
Bispo-do-mar
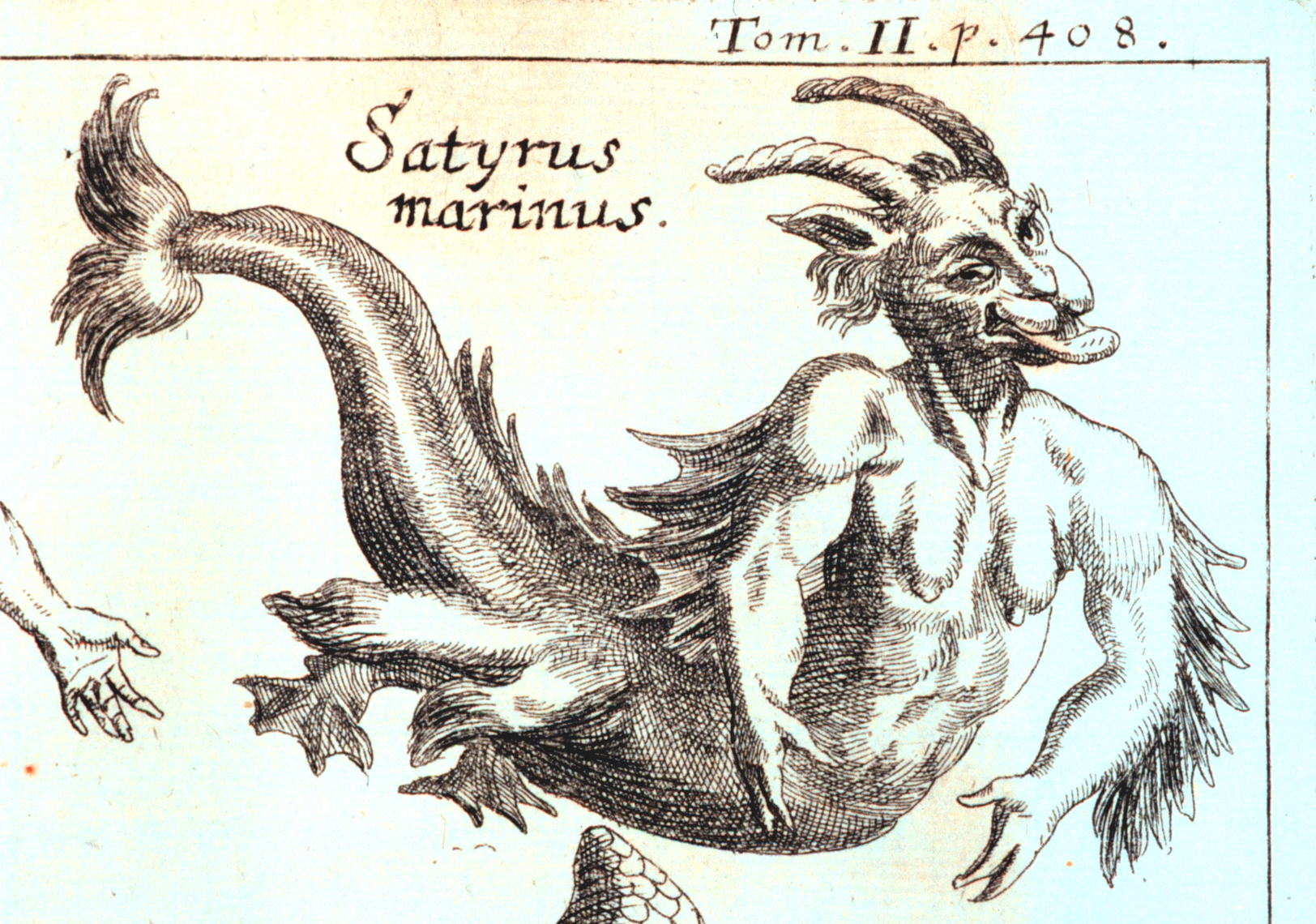
Sátiro marinho
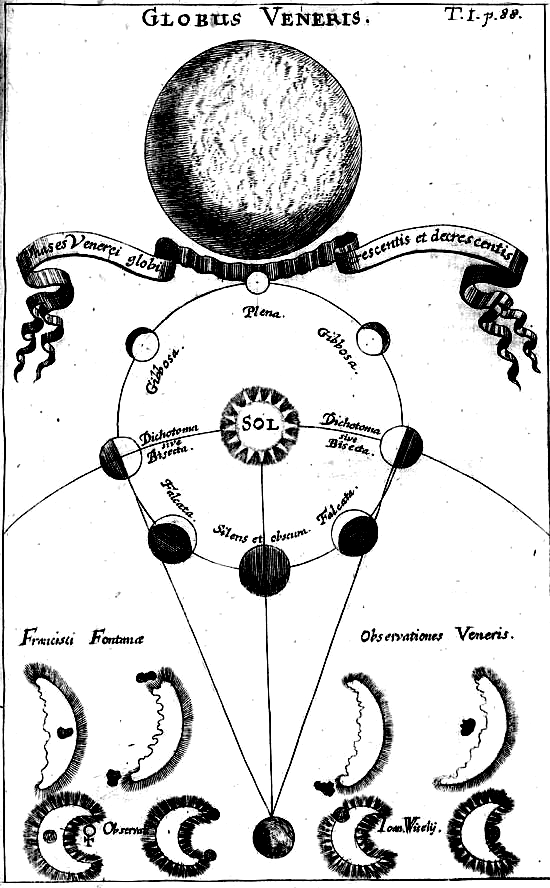
Globo de Vênus
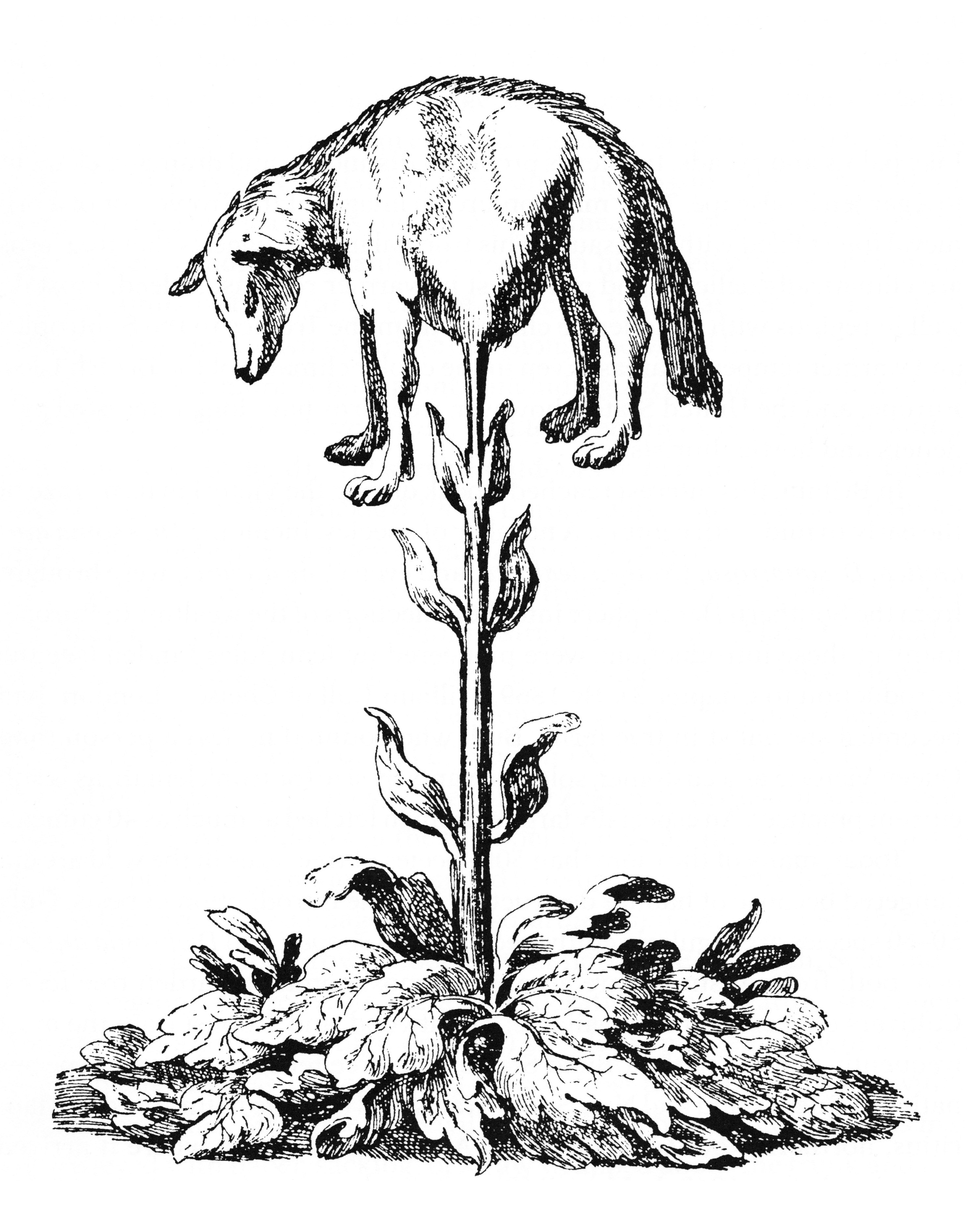
Gemüselamm